# ポテト少年団
ポテト少年団（ポテトしょうねんだん、POTATO SHONENDAN）は、吉本興業に所属していたお笑いトリオ。東京NSC3期生。2015年9月30日のルミネtheよしもと公演を以て解散した。
この頁ではポテト少年団の元メンバーであり、解散後はピン芸人として活動する「キクチウソツカナイ。」についても記述する。

## メンバー
- 中谷 貴寛（なかたに たかひろ、1976年2月5日 - ）

大阪府大阪市出身。ボケ（ポンコツ）担当。身長171cm、体重60kg。靴のサイズ25.5cm。血液型B型。立ち位置は向かって左。
2015年9月末のトリオ解散をもって、芸人を引退。その後介護職に転身した。
- 菊地 智義（きくち ともよし、1973年7月24日 - ）

神奈川県横須賀市出身。ツッコミ・リーダー担当。身長178cm、体重65kg。靴のサイズ27cm。血液型O型。立ち位置は中央。
メンバーのなかで唯一、黒瀬純（パンクブーブー）が率いていた「くろじゅん軍団」のメンバーでない。
解散後は、ピン芸人として活動。2016年からは「キクチウソツカナイ。」と改名。この芸名の名付け親はとにかく明るい安村で、安村ともう一人と3人で食事していた時に芸名について相談を持ち掛け、「これからは誰にも気兼ねしないで嘘をつかずやっていきたい」と菊池が話したことから、安村が直感で決めたものを採用した。
- 内藤 輝彦（ないとう てるひこ、1973年6月27日 - ）

神奈川県横須賀市出身。ボケ（ボンクラ）担当。身長181cm、体重73kg。靴のサイズ27cm。血液型O型。立ち位置は向かって右。
2015年末をもって、芸人を引退し、介護職に転身。

## ネタ
- 主に漫才を行っていた。中谷と内藤の行うおかしなシチュエーションに、菊地が振り回されながらメガホンでツッコむスタイルが多い。オチではおかしな設定に中谷が逆ギレし内藤が勝手に締めの挨拶をしようとした後、改めて三人で挨拶をして終わる。漫才の中でコントに入る前に内藤がこれから行われるネタの説明をしたり、中谷がやったギャグの何が面白かったかを説明をすることもある。
- テレビなどではキン肉マン、ジャッキー・チェンなどの写真をくりぬいて行なう鼻モノマネや、中谷がパーティー用の面白メガネをかける一発ギャグも行なっている。
- ネタが終わって3人で一礼する時、内藤だけが胸の前で両手を合わせながらお辞儀をする。
- ネタの前に中谷が「はーい皆さん！おげんこおげんこ、うーん！」というギャグをするのがお決まり。しかしあまり受けたためしがない。このギャグをした後に少し間を空けて菊地と内藤が「ねー」と相槌をする。

## 逸話

### トリオ
- 菊地と内藤は「若手芸人が30過ぎているのは…」という理由で、相方の中谷に合わせて75年生まれという設定にしていた時期もあったが、2006年に中谷も三十路になってしまい、そのころから年齢設定はあやふやになった。
- 地元の同級生だった菊地と内藤でコンビを組んでいた。中谷は兄弟でコンビを組んでいたが、兄が「スタントマンになる」と解散。いくつかのコンビを経て、ポテト少年団に加入した。以前組んでいた8人組ユニットでは、「1番まともだから」という理由でリーダーを担当。その中には、現在フリーで活動するピン芸人のスパルタ教育もいた（中谷トリビアより）。
- 菊地いわく内藤がボンクラ、中谷がポンコツである。
- 2013年8月放送の『芸人報道』（日本テレビ）出演時に解散を明言していたが、結局活動を継続していたため、2015年放送の同番組で解散を報告した際には、雨上がり決死隊たちから「解散詐欺」と揶揄された。

### 個人

#### 中谷
- 怪談話が上手く、バラエティ番組『不可思議探偵団』（日本テレビ）の企画「若手芸人怪談グランプリ」（2010年6月放送）にピンで出場し、一位を獲得した事がある。NSC時代に仲間と5人で近所のホテルに肝試しに行った際のエピソードで、50人中48人が怖いと判定した。ライブなどでも怪談話を多数披露している。

#### 菊地
- 高校卒業後は建設会社に就職しており、この時に取得したガス溶接作業者の資格を持っている。
- アイドル研究家で、雑誌などにアイドルウォッチャーとしてコメントすることもある。また、先輩のマンボウやしろ（元カリカ）がメインパーソナリティーを務めていた『SCHOOL OF LOCK!』（TOKYO FM）にも出演。最近のオススメは新垣結衣、夏帆、広瀬すずらで、どちらかと言えば新人女優が好みの対象である。また、『よしもとグラビアエージェンシー』（YGA）の広報部長でもある。
- 家族と年が離れており、姉が母親の年齢、母親がお婆ちゃんの年齢だ、とほかの芸人に突っ込まれることが多い。また、菊地自身は芸人仲間から「おじき」と呼ばれている。
- 囲碁将棋に厳しい。しかし、囲碁将棋が担当を勤める「あなたの街に"住みます"プロジェクト」の神奈川配信によく出演する。
- 非常に神経質な性格をしている。
- オートバイが好きであり、現在の愛車はCB750FOUR。自称「優良ライダー」であり、佐田正樹（バッドボーイズ）のYoutubeチャンネル「SATAbuilder's」の準レギュラーでもある。

#### 内藤
- 名前の由来は姉が西郷輝彦のファンだったことから。弟ができたら「輝彦って名前にする」と近所に言いふらしていたため、当初予定していた「翼」から親が泣く泣く輝彦と名づけた。しかし後日、実は姉がファンだったのは西郷輝彦でなく西城秀樹だと発覚した。
- ネタ作成を担当。菊地が清書をする。
- ある日に菊地へ台本を見せた時、トリオなのに登場人物が5人いたことがあった。本人曰く「自分でもよくわからなくなった」らしい。

## 出演

### テレビ
- 爆笑オンエアバトル（NHK総合）戦績1勝1敗 最高429KB
- ワイ!ワイ!ワイ!（ヨシモトファンダンゴTV、 - 2005年11月）金曜アシスタント
- キャナガワ（テレビ神奈川）
- ベリキュー!（テレビ東京、菊地のみ）レギュラー
- 平成ノブシコブシの破天荒ダメだし!（GyaO、菊地のみ）レギュラー
- カウントダウン E.T（MUSIC ON! TV、2013年7月 - 2014年3月）- 菊地のみ週替りでバイト君として出演。
- IDOL アカデミー（K・U・T ）ノ爆（Kawaiian TV、2016年4月19日 - ）菊地のみ（キクチウソツカナイ。名義）

### ウェブテレビ
- 尻博士・倉持由香 VRグラドル研究所（2017年10月27日、360Channel） - キクチのみ（全14回、VR動画）[7]
- Shupines presents 勝手に『Symdolickを拝む会』（2024年11月29日、wallop） - キクチのみ[8]

### ラジオ
- SCHOOL OF LOCK!（TOKYO FM）菊地のみ

### 新聞連載
- 東京スポーツ『勝手にアイドル・ミシュラン!』（東京スポーツ新聞社）菊地のみ